# Marvin Bush

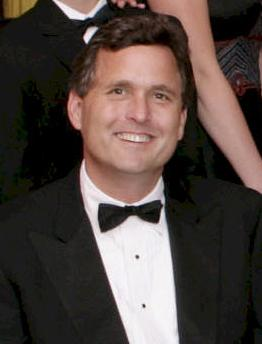
Marvin Pierce Bush (2005)

Marvin Pierce Bush (* 22. Oktober 1956 in Midland, Texas) ist ein US-amerikanischer Geschäftsmann.

## Leben und Arbeit
Marvin Bush, der nach seinem Großvater mütterlicherseits benannt ist, wurde 1956 als Sohn des späteren US-Präsidenten George H. W. Bush und seiner Ehefrau Barbara geboren. Zu seinen Geschwistern zählen unter anderem die Politiker Jeb und George W. Bush sowie der Unternehmer Neil Bush.
Nach dem Abschluss der Woodberry Forest School 1975 und dem Besuch der University of Virginia arbeitete Bush als Geschäftsmann. Er saß unter anderem von 1993 bis 2000 im Vorstand des in Virginia ansässigen Sicherheitsunternehmen Stratesec, von dem er in den 1990er Jahren bis zu 53.000 Aktien hielt, die er ursprünglich zu einem Preis von US$ 0,52 pro Aktie angekauft hatte und die er 1997 zu einem Preis von US$ 8,50 verkaufen konnte. Während Bushs Vorstandszeit war Stratesec unter anderem mit der Durchführung von Sicherheitsmaßnahmen für die Fluggesellschaft United Airlines und den Dulles International Airport, sowie, nach den Terroranschlägen von 1993, für das World Trade Center in New York City beauftragt.
Gegenwärtig arbeitet Bush als Manager für die von ihm mitgegründete Firma Winston Capital Management.
Bush und seine Frau Margaret haben zwei Adoptivkinder, Marshall Bush und Walker Bush.